# Osiedle Małe Naramowice

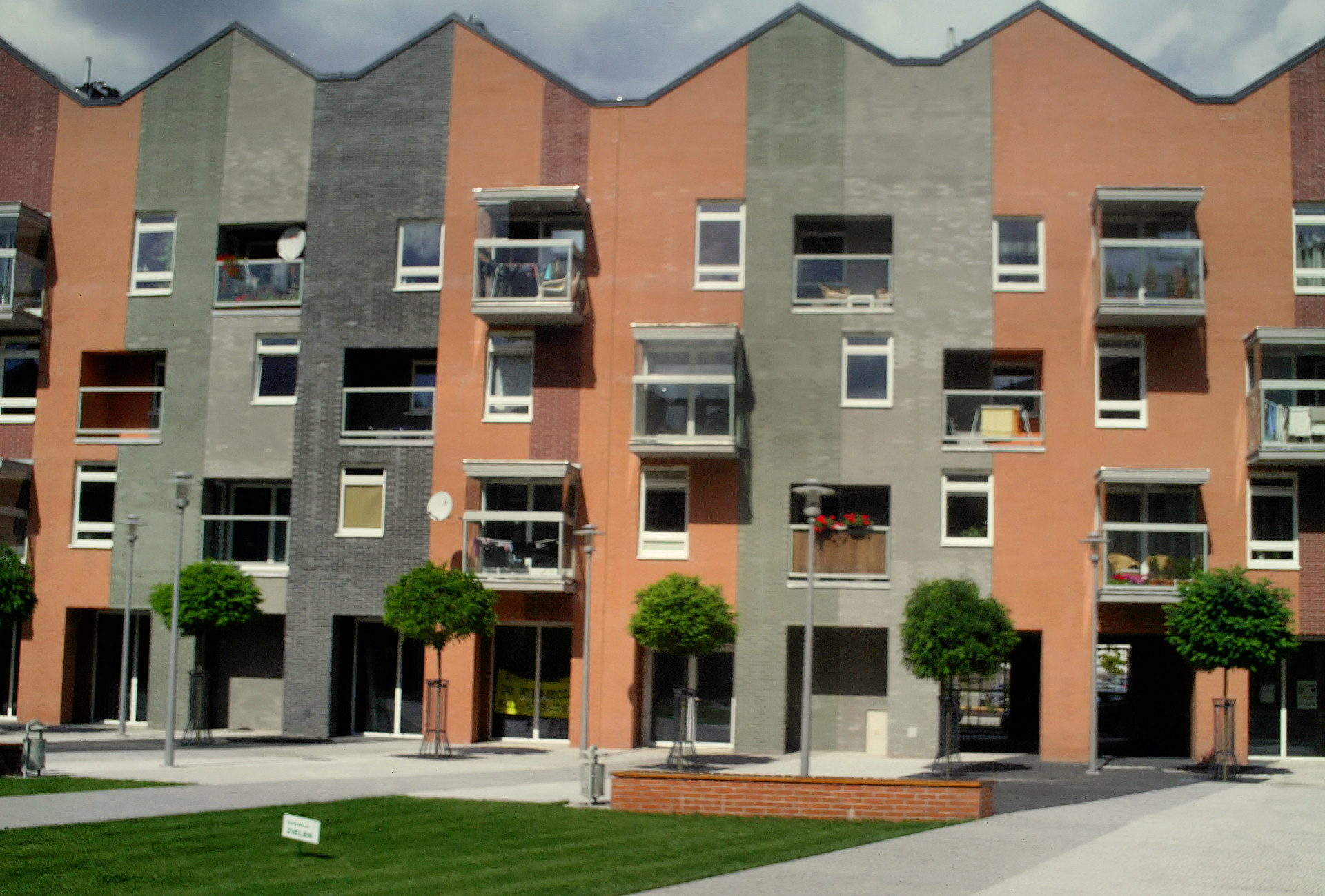
Osiedle Małe Naramowice

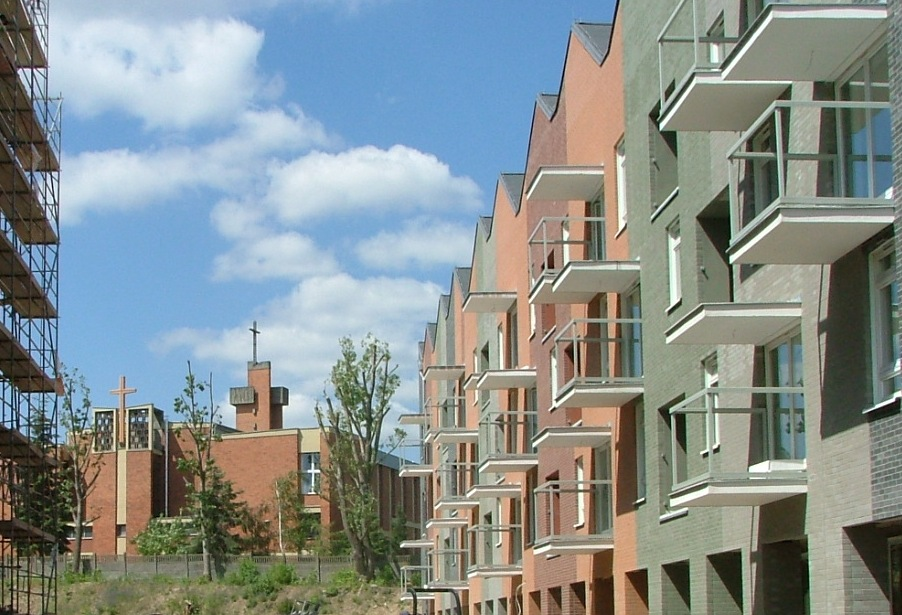
Widok na kościół MB Częstochowskiej

Osiedle Małe Naramowice – neomodernistyczne osiedle mieszkaniowe na poznańskich Naramowicach, na osiedlu samorządowym Naramowice. Budowę rozpoczęto w 2008 i przewidziano docelowo na sześć tysięcy mieszkańców.

## Informacje ogólne
Osiedle wzorowane jest na rozwiązaniach holenderskich. Obecnie w skład osiedla wchodzą dwa czterokondygnacyjne budynki oraz rynek, na którym w parterach funkcjonuje handel i usługi. Do rynku prowadzą monumentalnie założone schody od kościoła MB Częstochowskiej. Osiedle jest monitorowane systemem CCTV.
Planowana jest dalsza rozbudowa Małych Naramowic.

## Komunikacja
Dojazd do osiedla zapewniają autobusy MPK Poznań linii 146, 167, 911, 214 (nocny) i 224 (nocny)